# Маразм
Мара́зм (від грец. μαρασμός «виснаження, згасання») — майже повне припинення психічної діяльності людини, що супроводжується загальним виснаженням організму з поступовим згасанням всіх життєвих процесів.
Маразм зумовлюється атрофією кори головного мозку.
Спостерігається в кінцевій стадії старечого недоумства, хвороби Альцгеймера, хвороби Паркінсона, хвороби Піка, хореї Гантінгтона, тяжкої травми голови, прогресивного паралічу, при деяких інших захворюваннях центральної нервової системи, інфекцій, алкогольних і наркотичних отруєннях, при важких формах недоїдання.
Маразм як форма важкого недоїдання характеризується дефіцитом енергії. Воно може виникнути у будь-кого з серйозним недоїданням, але зазвичай трапляється у дітей. Маса тіла зменшується до менш ніж 62% від нормальної (очікуваної) маси тіла для віку.
Виникнення маразму зростає до досягнення 1 року, тоді як поява квашиоркору збільшується після 18 місяців. Його можна відрізнити від квашіоркору тим, що квашіоркор — це дефіцит білка з достатнім споживанням енергії, тоді як маразм — це недостатнє споживання енергії у всіх формах, включаючи білок. Однак цей чіткий розподіл між маразмом і квашіоркором не завжди є клінічно очевидним, оскільки квашіоркор часто розглядається в контексті недостатнього споживання калорій, і можливі змішані клінічні картини, які називаються маразматичним квашіоркором. Втрата білка в квашіоркорі зазвичай призводить до набряків і асциту, тоді як втрата м’язів і втрата підшкірного жиру є основними клінічними ознаками маразму, через який ребра і суглоби виступають.
При маразмі прогноз кращий, ніж для квашіоркору. Маразм — це форма недоїдання, яка найбільше пов’язана з ВІЛ, розвивається на останніх стадіях педіатричного СНІДу, і прогноз для дітей із коморбідним маразмом і ВІЛ дуже поганий.

## Ознаки та симптоми
Маразм зазвичай проявляється зморщеним, виснаженим виглядом, втратою м’язової маси та підшкірного жиру. Через дефіцит макроелементів і споживання калорій, зокрема білка та дорослих, що вижили, що впливає на розвиток. Іншими довгостроковими наслідками маразму є підвищений ризик дисфункції бета-клітин підшлункової залози, що призводить до непереносимості глюкози та діабету 2 типу. Це може призвести до зменшення м’язової маси та збільшення вісцерального жиру. Крім того, існують метаболічні наслідки, включаючи зниження чутливості до інсуліну та порушення метаболізму глюкози. Існує також підвищений ризик інших НІЗ (неінфекційних захворювань), а також CVRF (фактори ризику серцево-судинних захворювань). Вражаються не лише ті, хто пережив маразм, але й їхні нащадки. Існує зв'язок з тим, що ті, хто вижив, і їхні нащадки мають низьку вагу при народженні. Існують також довгострокові ефекти, пов’язані з метилюванням генів. Дорослі особи, які пережили маразм, можуть мати зміни в експресії генів щодо імунітету, росту та метаболізму глюкози.

## Діагноз
Першими кроками в діагностиці маразму є фізичне обстеження та антропометричні розрахунки. Деякі з ознак, які можна діагностувати під час фізичного огляду, — це сильне виснаження та затримка росту, а також аномальна схудлість. Втрата розраховується шляхом вимірювання ваги на зріст. Якщо дитина має 2 стандартних відхилення від стандарту ВООЗ, вона вважається марною. Відставання в рості розраховується таким же чином, однак воно базується на співвідношенні зростання та віку. Вимірювання також проводиться за допомогою середнього окружності плеча (MUAC). Після фізичного огляду та вимірювань можна зробити аналізи крові, щоб визначити дефіцит білка, а також дефіцит інших основних мінералів і вітамінів. Це допомагає визначити стан харчування та чи є ознаки маразму. У крайніх випадках інфекції проводяться зразки калу та аналіз крові. Оскільки маразм є типом харчового стану, який часто асоціюється з квашіоркором, деякі постачальники перевіряють наявність набряку, щоб підтвердити, що це маразм. Наявність набряку пов’язана з квашіоркором, а не з маразмом.

## Причини
Маразм викликається наступними факторами:
- Недоїдання матері;
- Анемія крові у матері;
- Бідність;
- Патологічні стани у дитини (наприклад, діарея);
- Пневмонія;
- Ціанотичні захворювання серця;
- Малярія;
- Некротичний ентероколіт;
- Пілоростеноз;
- Непереносимість лактози;
- Інвагінація;
- Менінгіт;
- Нервова анорексія;
- Кінцева стадія деменції.

## Лікування
Потрібно лікувати як причини, так і ускладнення розладу, включаючи інфекції, зневоднення та порушення кровообігу, які часто є летальними та призводять до високої смертності, якщо їх ігнорувати. Спочатку дитину годують сухим знежиреним молоком, змішаним з кип’яченою водою. Повторне годування повинно здійснюватися повільно, щоб уникнути синдрому повторного годування. Коли діти починають одужувати, вони повинні мати більш збалансований раціон, який відповідає їхнім харчовим потребам. У дітей, які страждають на маразм, зазвичай розвиваються інфекції, і тому їх лікують антибіотиками або іншими ліками. Зрештою, маразм може прогресувати до точки неповернення, коли втрачається здатність організму синтезувати білок. У цей момент спроби виправити розлад за допомогою їжі або білка стають марними, і смерть неминуча.

## Профілактика
З погляду харчування найкращий спосіб запобігти маразму ― це різноманітне та адекватне харчування. Інші втручання, які також спрямовані на втручання, пов’язані з харчуванням, включають лікування SAM, CTC (центр комплексного лікування), а також білкові та мікронутрієнтні добавки. Також важливо, щоб матері та сім’ї отримували знання про до пологовий догляд, харчування та розвиток дитини. Енергетичні добавки, білки та мікроелементи є життєво важливими для забезпечення належного харчування матері та дитини. Суворо грудне вигодовування протягом 6 місяців і 24 місяці для харчових добавок також рекомендується для запобігання маразму та іншим формам недоїдання дітей віком до 2 років.
Крім харчування, забезпечення доступу до чистої води, санітарії та гігієни є важливими для запобігання дитячим хворобам і діарейним захворюванням, які можуть сприяти розвитку маразму та інших важких випадків гострого недоїдання, а також, якщо дитина має маразм, він може швидко стати небезпечним, якщо дитина має інше захворювання, оскільки при маразмі у дитини знижується імунна функція. Важливо, щоб дитина або будь-яка особа, яка має ризик маразму, мали доступ до первинної медичної допомоги, щоб вони могли лікувати ці захворювання, запобігати діарейним захворюванням, які часто пов’язані з недоїданням, і стежити за ростом.

## Епідеміологія

### США
У Сполучених Штатах маразм зустрічається рідко, особливо у дітей. У 1995 році в США було зареєстровано лише 228 смертей від маразму, з яких лише 3 були дітьми. У 2016 році поширеність маразму в США становила 0,5%. Поширеність вища серед госпіталізованих дітей, особливо з хронічними захворюваннями, однак точна частота несмертельного маразму невідома. Це пов’язано з тим, що маразм не повідомляється як діагноз при вступі чи виписці.

### Світ
Існує кілька форм недоїдання, і приблизно одна третина населення світу зараз відчуває одну чи декілька з них. Близько 50 мільйонів дітей віком до п’яти років страждають від білково-енергетичної недостатності. Із недоїдаючої популяції дітей у світі 80% живуть в Азії, 15% в Африці та 5% у Латинській Америці. За оцінками, поширеність гострого недоїдання в Німеччині, Франції, Великобританії та Сполучених Штатах становить 6,1–14%. У Туреччині поширеність досягає 32%.

### Схильність
Немає очевидної расової схильності, яка б корелювала з недоїданням. Швидше, існує сильний зв’язок із географічним розподілом бідності.

### Вік
Маразм частіше спостерігається у дітей віком до п’яти років, оскільки цей віковий діапазон характеризується як такий, що має підвищену потребу в енергії та сприйнятливість до вірусних і бактеріальних інфекцій. Всесвітня організація охорони здоров’я також визначає людей похилого віку як іншу групу населення, яка вразлива до недоїдання. Оскільки їх харчові потреби не визначені, спроби забезпечити їх необхідним харчуванням стають важкими.
Існують інструменти скринінгу та тести, які можна використовувати, щоб допомогти визначити ознаки та симптоми недоїдання у літніх людей. Інструмент скринінгу недоїдання (MST) — це перевірений інструмент скринінгу недоїдання, який в основному використовується в інтернатних закладах для літніх людей або для дорослих у стаціонарних/амбулаторних лікарняних умовах. Він включає такі параметри, як втрата ваги та апетит.

## Соціально-економічні наслідки
Ті, хто живе в бідності, мають більше шансів розвинути маразм та інші недоліки харчування. Через недоїдання в дитинстві люди, які пережили маразм, часто мають гірші соціально-економічні перспективи через когнітивний компроміс у роки свого розвитку. Оскільки повноцінне харчування є життєво важливим для розвитку, люди з маразмом страждають від порушення нервового розвитку. Це призводить до втрати освіти в ранньому шкільному віці, що призводить до обмеження вищої освіти та професійних можливостей. Профілактика може виглядати як покращення освіти щодо харчування та доступу, а також усунення бідності є способами зменшити ризики розвитку цих недоліків.

## Дивіться також
Голодування
Кахексія
Квашіоркор